# Catherine Ashton
Catherine Margaret Ashton, baronesa Ashton de Upholland (Upholland, Lancashire, 20 de marzo de 1956) es una política socialista británica que desempeñó el cargo de alta representante de la Unión para Asuntos Exteriores y Política de Seguridad.
Anteriormente fue ministra para niños en Gran Bretaña, donde inició su carrera política de la mano del primer ministro del Reino Unido laborista Tony Blair, siendo después promovida a los puestos de líder de la cámara de los Lores y Lord Presidente del Consejo por el sucesor de Blair, Gordon Brown. Entró en política europea en 2008 como sustituta de Peter Mandelson al frente de la cartera de Comercio en la Comisión Barroso I.
La baronesa Ashton está casada con el periodista británico Peter Kellner, dueño de la principal empresa informática de estadística política del país, YouGov. Tienen dos hijos.

## Juventud y estudios
Catherine "Cathy" Ashton nació el 20 de marzo de 1956 en Upholland, en el condado de Lancashire al noroeste de Inglaterra, en el seno de una familia de la clase obrera británica vinculada a la minería de la zona. Tras recibir la educación primaria y secundaria en su localidad natal, Catherine Ashton logró una beca para asistir a la actual Universidad de Londres, donde en 1977 obtuvo el título de sociología, convirtiéndose en la primera universitaria de su familia.

### Actividad laboral y campaña antinuclear
Entre 1977 y 1983, Cathy Ashton trabajó en la Campaña por el Desarme Nuclear (CDN), una organización no gubernamental cuya actividad se centraba en combatir el empleo de la energía nuclear como forma de prevención ecológica y contra cualquier posible uso militar de la misma. En esta organización ocupó los puestos de administradora, tesorera y, finalmente, vicepresidenta.
Sin embargo, esta faceta de su actividad profesional fue puesta bajo sospecha cuando en 2009 accedió a la jefatura de la diplomacia comunitaria en sustitución de Javier Solana. Salió entonces a la luz que CDN había recibido durante años financiación proveniente de fuentes cercanas al gobierno de la entonces Unión Soviética, de las que, como tesorera, Catherine Ashton necesariamente tuvo conocimiento, e incluso administró. Al ser interrogada por esta cuestión durante las audiencias ante el Parlamento Europeo, la política laborista no refutó la veracidad de estas afirmaciones, pero defendió la legalidad de aquellas donaciones e hizo hincapié en lo frecuente que resultaba que en aquel contexto político las campañas ecológicas y pacifistas estuvieran parcialmente apoyadas y financiadas por entidades próximas al círculo político comunista. En cualquier caso, Ashton se desmarcó de sus antiguas opiniones al respecto, que se habrían visto moderadas por el transcurso de los años.
También trabajó, entre 1979 y 1981, como gerente de negocios de una consultoría en Londres, y de 1983 en adelante colaboró de forma permanente con la institución pública británica encargada de la educación social, el Consejo Central para la Educación en el Trabajo Social, y de 1983 a 1989 ocupó el cargo de directora de trabajos para la comunidad; allí tomó, a través del contacto continuado, conciencia de los problemas sociales que acuciaban a los barrios pobres en Gran Bretaña, especialmente en las grandes ciudades inglesas.

## Carrera política en el Reino Unido
Durante los años noventa trabajó como consejera política independiente para diversos cargos públicos de la administración británica, para volver en 1998 al ámbito de la política social como presidenta del Servicio Nacional de Salud en Hertfordshire, cargo que compatibilizó con la dirección del Consejo Nacional de Familias Monoparentales del Reino Unido, donde se aproximó a los problemas de discriminación social.
Finalmente, el salto a la gran política llegó cuando en 1999 el gobierno laborista del primer ministro Tony Blair, llegado al 10 de Downing Street dos años antes en una ola de expectación popular y mediática, propone a la Reina el nombramiento de Cathy Ashton como par vitalicio y miembro de la cámara de los Lores con el título de baronesa, incluyéndola en el núcleo de dirección del grupo laborista en la Cámara. Así, en 2001, la ya baronesa Lady Ashton es nombrada subsecretaria de Estado parlamentaria, con el rango de miembro inferior del Gobierno británico, en el Departamento de Educación, siendo ascendida en 2002 al rango de Ministra (junior) para Niños. En septiembre de 2004 accede a la subsecretaría de Estado parlamentaria del Departamento de Asuntos Constitucionales, y en 2007 ocupa el mismo puesto en el de Justicia, dirigido por Jack Straw. En 2006 fue designada miembro del Consejo Privado de Su Majestad.

### Líder de la Cámara de los Lores
La salida forzada de Tony Blair del 10 de Downing Street y su sustitución por su principal rival interno, el ex ministro de Hacienda Gordon Brown, precipitaron inesperadamente la carrera política de Ashton. Si bien era mayor su cercanía personal y política con Blair que con Brown, no fue aquel sino éste el que le concedió por vez primera un puesto en el Gabinete como Líder de la Cámara de los Lores. Este cargo, de rango ministerial, lleva generalmente aparejado el de Lord Presidente del Consejo Privado de la Reina, un órgano consultivo de carácter esencialmente honorífico. El Líder de la Cámara de los Lores es en la política británica un ministro de difícil asimilación en Derecho comparado, pues su función no es la propia de un miembro del gobierno, como se entiende en otros países europeos: es el encargado en realidad de dirigir la actividad y el buen funcionamiento del grupo parlamentario de la mayoría en la cámara alta (en este caso el grupo parlamentario laborista), y generalmente actúa como su portavoz en las sesiones importantes. Su función ejecutiva es, pues, bien limitada, pero su peso político es alto en un país, el Reino Unido, considerado modelo del sistema político parlamentario, donde el centro de la vida política se sitúa tradicionalmente en las cámaras, y no en el ejecutivo.
Fue precisamente en su calidad de "líder" de los Lores en la que Lady Ashton tuvo su primera toma de contacto con la política comunitaria. El calvario que para toda la Unión supuso el proceso constituyente iniciado en Laeken en diciembre de 2001 con la convocatoria de una Convención y concluido con la entrada en vigor del Tratado de Lisboa, el 1 de diciembre de 2009, atravesó un momento especialmente arduo con la fase de ratificación parlamentaria en el Reino Unido de este segundo tratado (el primero, la Constitución Europea, fue abandonado en el camino), felizmente culminada en junio de 2008. El texto debía ser aprobado por dos cámaras parlamentarias díscolas: la mitad de los parlamentarios laboristas del Parlamento eran partidarios de Tony Blair y se hallaban enfrentados personalmente con el primer ministro, la otra mitad estaban ideológicamente opuestos a un Tratado que cedía más soberanía a Europa, y el principal partido de la oposición, el euroescéptico Partido Conservador de David Cameron, reclamaba la celebración de un referéndum nacional y amenazaba con tumbar el Tratado fuera como fuera si llegaban al gobierno. Sin embargo, el trabajo de Lady Ashton y su equipo de colaboradores en los Lores consiguió apaciguar los ánimos internos y disuadir las deserciones, sin que fuera necesario recurrir abiertamente a medidas disciplinarias o a amenazas políticas, algunas de las cuales sí se presenciaron en los Comunes, donde se había aprobado casi tres meses antes. Finalmente, pues, el Tratado de Lisboa pudo seguir su curso tras ser aprobado por la Cámara de los Lores en sesión plenaria el 18 de junio de 2008, y sancionado por la Reina al día siguiente.
Fue precisamente durante la llevanza de estas difíciles gestiones cuando entabló contactos en las altas esferas de la política comunitaria: así, personajes como Javier Solana (Alto Representante), Margot Wallstrom (Primera vicepresidenta de la Comisión y comisaria de comunicación y asuntos institucionales), Fredrik Reinfeldt (Primer ministro sueco y presidente de turno del Consejo) o José Manuel Barroso (Presidente de la Comisión) se preocuparon personalmente de seguir la evolución parlamentaria en Gran Bretaña, e incluso en algún caso llegaron a involucrarse en mayor o menor grado al servicio de la ratificación británica del Tratado.

## Comisaria europea de Comercio

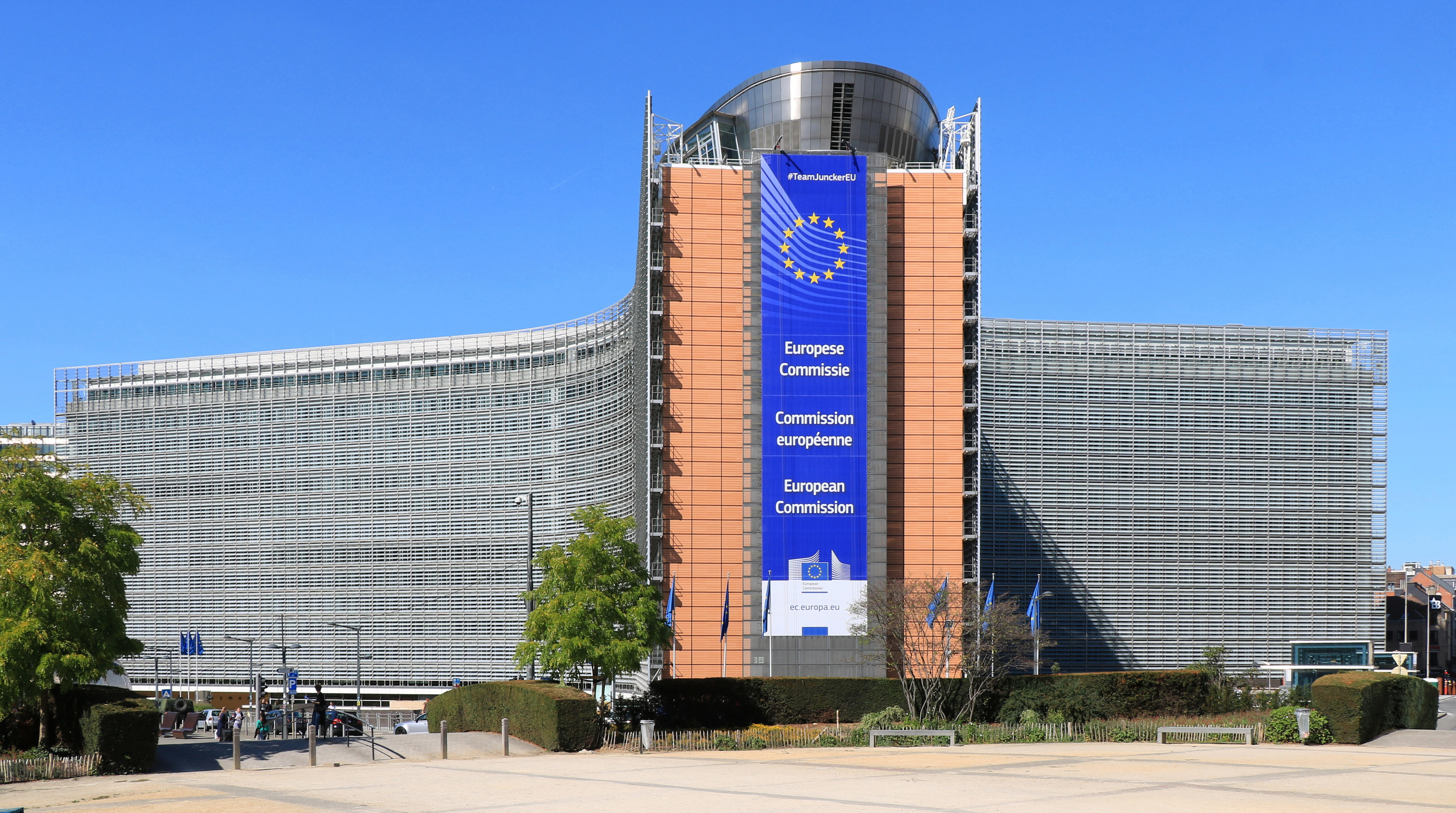
La Comisión Europea, de la que Catherine Ashton fue Vicepresidenta de 2010 a 2014.

No sería sin embargo hasta la primera crisis de gobierno provocada en Reino Unido por el primer ministro Gordon Brown en su gabinete cuando Catherine Ashton dio el salto por vez primera a la política comunitaria propiamente dicha, cuando fue llamada a sustituir a su compatriota Peter Mandelson al frente de la cartera de Comercio en la Comisión Europea, a propuesta del gobierno británico, cuando éste fue convocado de vuelta a Londres por Brown para convertirse en el nuevo ministro de Negocios en el gabinete laborista.
Así, el 3 de octubre de 2008 y tras haber superado la fase de audiencia ante el Parlamento Europeo, Lady Ashton juraba en Luxemburgo, ante los jueces del Tribunal de Justicia de las CC.EE., el cargo de Comisaria europea de Comercio. A pesar de las críticas recibidas en algunos círculos por su falta de experiencia en la política europea, y especialmente en el poderoso ámbito comercial (la Unión Europea es primera potencia comercial y exportadora a nivel mundial, y en aquel momento atravesaba una fase crítica en las duras negociaciones con Corea del Sur, Canadá y la OMC), durante el mandato de Lady Ashton al frente de la política comercial común, Europa pudo concluir satisfactoriamente un ansiado acuerdo de libre comercio con Corea, que entró en vigor en octubre de 2009.

## Alta representante de la Unión

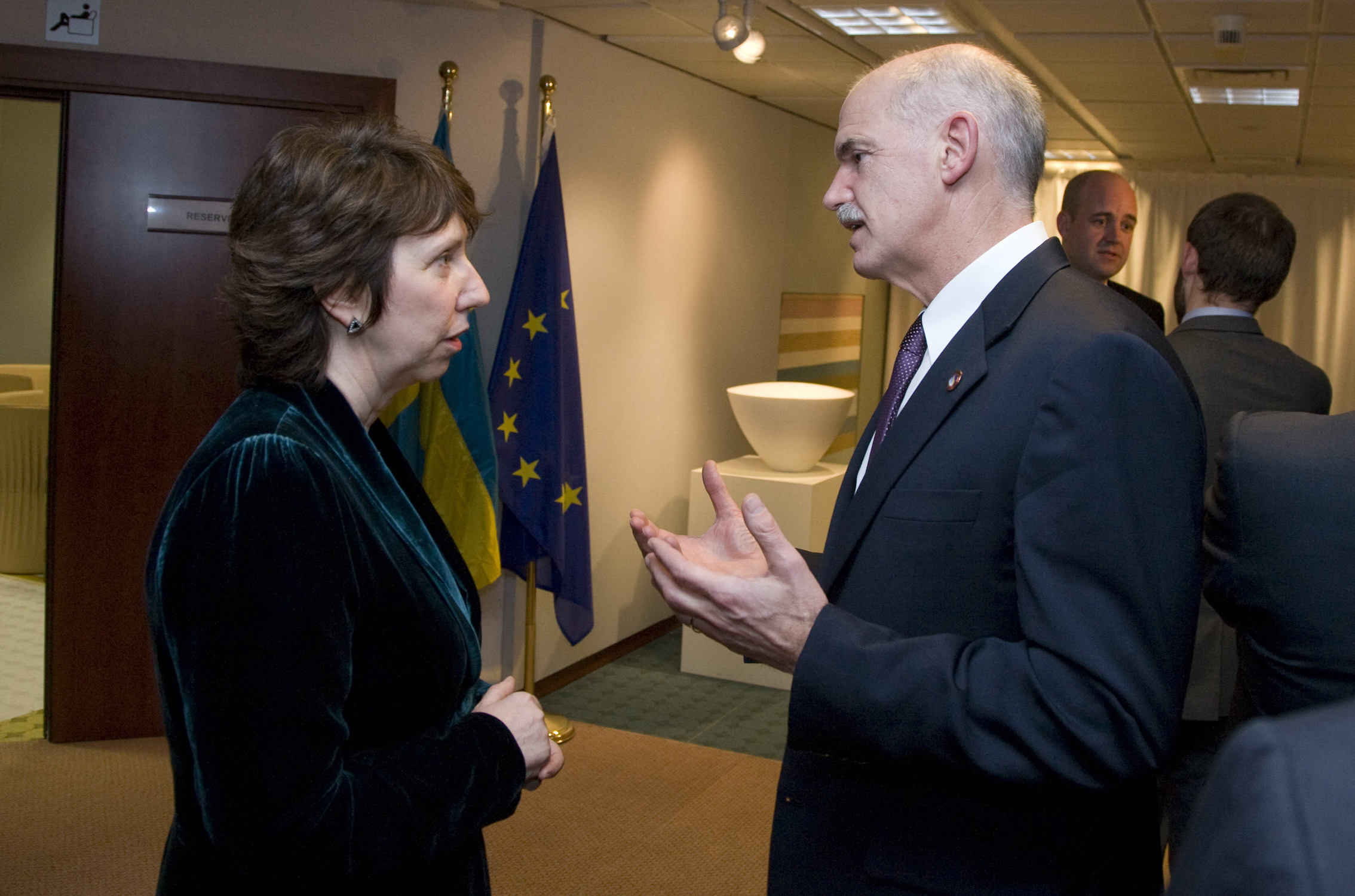
Lady Ashton y Papandreou en 2009.

### Nombramiento
Cuando, en la madrugada del 19 de noviembre de 2009, un exhausto Fredrik Reinfeldt, presidente rotatorio de la UE, anunciaba ante los medios el acuerdo al que acababan de llegar, antes de lo esperado, los jefes de Estado y de gobierno reunidos en Bruselas en Consejo Europeo extraordinario, la sorpresa fue grande cuando se anunció el nombre de la nueva y Alta Representante de la Unión para Asuntos Exteriores y Política de Seguridad, el cargo refundado por el recién aprobado Tratado de Lisboa y que recogía las competencias del Ministro de Asuntos Exteriores de la Unión contemplado en la nonata Constitución Europea.
El recibimiento que en los medios se prodigó al nombramiento de Ashton para el estratégico cargo de jefe de la diplomacia europea, fue sin duda frío, cuando no hostil. La marcada inexperiencia de la baronesa en el ámbito comunitario, y en particular en las arenas de la política internacional de alto vuelo era un indudable talón de Aquiles en la recién designada, y su casi nula visibilidad exterior clamorosa si se la comparaba con los candidatos hasta entonces barajados para el puesto (Massimo d'Alema, ex primer ministro italiano que estuvo al frente de Exteriores en su país; Miguel Ángel Moratinos, ministro de Exteriores español y reputado experto en el conflicto de Oriente Medio, donde fue enviado especial de la Unión Europea varios años; David Miliband, entonces todavía a la cabeza del muy presigioso "Foreign Office" británico como Ministro de Asuntos Exteriores de su país; el sueco Carl Bildt, ex jefe de gobierno y ministro de Exteriores de su país, buen conocedor también de la política del este de Europa y de Rusia; o el propio Javier Solana, su antecesor español que fuera ministro de Exteriores en los gobiernos de Felipe González, y posteriormente secretario general de la OTAN, etc.).
El revuelo despertado contra su designación quedó algo mitigado por la elección simultánea del político belga Herman van Rompuy para el nuevo cargo de Presidente del Consejo Europeo. Ashton tampoco hablaba con soltura más idioma que su lengua materna, el inglés, aunque comprendía el francés.
Sus dos primeras comparecencias ante la Comisión de Asuntos Exteriores del recién elegido Parlamento Europeo fueron irregulares, y las lagunas mostradas durante la segunda de ellas, especialmente en asuntos de la defensa europea, levantaron serias preocupaciones en algunas cancillerías y en la propia Eurocámara. Contra tan hermético escepticismo, Lady Ashton prometió aprender rápido y dedicarse intensamente a la puesta en marcha del Servicio Europeo de Acción Exterior, el nuevo instrumento ideado por el Tratado de Lisboa para hacer más efectiva y cohesionada la política exterior de la Unión. Además anunció que mantendría en el cargo a su jefe de gabinete durante su etapa en Comercio, el diplomático británico James Morrison, decisión que resultó sin embargo también controvertida.

### Acontecimientos destacados de su mandato como Alta Representante

#### Entre 2010 y 2013
Sin embargo, las críticas contra Ashton volvieron a hacerse oír cuando poco después se produjo el dramático terremoto de Haití de 2010. La aparente inacción de la recién estrenada Alta Representante (el fin de semana siguiente al seísmo estuvo en Londres con su familia), superada y desplazada por la respuesta de la diplomacia francesa, así como su excesiva tardanza en acudir en persona a la isla y comprobar sobre el terreno los operativos de rescate y cooperación europeos, despertaron la indignación de numerosas cancillerías europeas y el desprecio de la prensa, que tildaba su actuación de irrelevante.
Algunos otros episodios poco afortunados, sumados a la mala disposición generalizada con su designación para el cargo, generaron un rápido desgaste de Lady Ashton. El ensañamiento político que en algunos medios, no pocos provenientes de su propio país, se apreció esos días contra la Alta Representante fue tal que incluso llegó a hablarse de una campaña de "acoso y derribo" contra ella.
El panorama internacional, sin embargo, no tardó en volver a estremecerse con el ataque a la flotilla de Gaza, cuando el 31 de mayo de 2010 la fuerza naval israelí abordó violentamente el Mavi Marmara, uno de los buques que componían la llamada Flotilla de la Libertad que la organización pro-palestina humanitaria Free Gaza había enviado con el propósito de romper el bloqueo impuesto a Gaza, territorio palestino dominado por la organización terrorista Hamás, por el Estado de Israel. La operación militar se saldó con nueve muertos y más de 60 heridos, resultando apresada en el trance toda la tripulación por el ejército. Si la reacción internacional fue inmediata y, por lo general, bastante enérgica, la respuesta adoptada por Turquía, país al que pertenecían los nueve tripulantes muertos, fue de una contundencia inaudita: el Primer ministro Erdoğan calificó la operación como «terrorismo de Estado» y llamó a consultas a su embajador en Tel Aviv. Si la respuesta de los americanos fue, como cabía esperar, más templada, también el presidente Obama exigió una investigación a fondo de los hechos.
Esta vez la respuesta europea no se hizo esperar, y ya ese mismo día su Presidente, Herman van Rompuy, condenaba desde Japón, donde se encontraba de viaje oficial, la trágica operación, y exigía, con más audacia, una investigación internacional sobre el asunto, en la que tuviera participación relevante la ONU. El hecho de que la Unión Europea sea uno de los miembros del Cuarteto de Paz para Oriente Próximo concedió relevancia a sus declaraciones, y su ratificación al día siguiente por la alta Representante Ashton forzó una reacción más empática de Estados Unidos para con sus aliados europeos y turcos, y exigió a través de su secretaria de Estado algún tipo de presencia internacional en la comisión investigadora. En las semanas siguientes, la diplomacia europea ofreció con los Estados Unidos sus buenos oficios para mediar en la crisis diplomática entre Turquía e Israel. Los siguientes viajes de lady Ashton a la región, así como el avance en las negociaciones sobre el Servicio Exterior, parecieron calmar un poco las revueltas aguas comunitarias que se habían volcado contra la Alta Representante.
En cuanto al golpe de Estado en Egipto de 2013, Ashton consideró «aterrador» el saldo de muertos y heridos, y explicó en un comunicado que estuvo en contacto con los ministros europeos de Exteriores y que pidió a los países que estudien «medidas apropiadas» para responder como UE a esa violencia. «La responsabilidad de esta tragedia recae con fuerza en el Gobierno interino, así como en la clase política del país en el sentido más amplio», señaló la alta representante europea, en la crítica más directa que dedicó a las autoridades egipcias.

#### Acuerdo de Bruselas entre Serbia y Kosovo
Diplomáticos estadounidenses apoyaron el diálogo liderado por la UE desde el principio. La Secretaria de Estado de los Estados Unidos, Hillary Clinton invitó a la baronesa Ashton a emprender viajes conjuntos en los Balcanes, y las dos hicieron visitas conjuntas a Belgrado y Pristina (así como a Sarajevo) en octubre de 2012. Clinton asignó a   Philip Reeker para apoyar los esfuerzos de Ashton. Reeker y su equipo se coordinaron estrechamente con sus colegas de la UE y se reunieron con representantes serbios y kosovares al margen de cada sesión de diálogo en Bruselas y durante visitas a la región.
El resultado fue un "Primer Acuerdo de Principios que Regula la Normalización de las Relaciones" de 15 puntos, rubricado pero no firmado el 19 de abril de 2013.
Después de que se concluyó el acuerdo, la Comisión Europea informó oficialmente que comenzarían los trabajos en un AEA con Kosovo, y comenzó  negociaciones de adhesión con Serbia. El acuerdo fue apoyado por la Unión Europea, la OTAN, la OSCE y las Naciones Unidas.

#### Guerra ruso-ucraniana
El 22 de julio de 2008 se anunció que Ucrania firmaría un Acuerdo de Asociación con la Unión Europea (AA). Sin embargo, tras la condena de la líder de la oposición Yulia Timoshenko a siete años en prisión el 11 de octubre de 2011, la representante de asuntos exteriores de la UE Catherine Ashton advirtió que, si bien las conversaciones sobre un acuerdo entre las dos partes continuaría, la condena de Timoshenko tendría «profundas consecuencias» en las relaciones bilaterales. Y es que la Unión Europea y varios de sus Estados miembros, principalmente Alemania, habían presionado al presidente ucraniano Víktor Yanukóvich y al Gobierno de Mikola Azárov a poner fin a la detención de Timoshenko debido a su delicado estado de salud.

Euromaidán (noviembre de 2013-febrero de 2014)
La alta representante de política exterior y seguridad de la UE, Catherine Ashton, celebró reuniones en Ucrania los días 10 y 11 de diciembre "para apoyar una salida a la crisis política". Acompañada por una pequeña delegación, se reunió con el presidente Yanukóvych, funcionarios gubernamentales, figuras de la oposición y representantes de la sociedad civil. El presidente Yanukóvych también se reunió en mesa redonda con los tres expresidentes Leonid Kravchuk, Leonid Kuchma y Víktor Yúshchenko. Durante la reunión, se discutió la liberación de los detenidos de Euromaidán, la implementación de futuras reformas relacionadas con la UE, y Kuchma aludió a la posible destitución del primer ministro Azárov. La oposición y los organizadores de Euromaidán no participaron en la mesa redonda. Durante la reunión, el presidente Yanukóvych declaró: "He dicho muchas veces que el programa del Partido de las Regiones desde 1997 tiene como objetivo estratégico la integración de Ucrania con Europa" y que ordenó al gobierno que trabajase para minimizar los riesgos económicos para Ucrania que implicaría la firma del Acuerdo de Asociación con la UE, en el momento de la cumbre UE-Ucrania prevista para la primavera de 2014. También se decidió "que habría una comisión bilateral, con la Unión Europea por un lado y Ucrania por el otro" (con consultas ocasionales con Rusia) para normalizar las relaciones entre Ucrania y la UE. El comisario europeo de Ampliación y Política Europea de Vecindad, Štefan Füle, respondió que la UE está "dispuesta a mantener un diálogo con Rusia para convencerla de que un Acuerdo de Asociación no perjudicará sus intereses económicos, pero no mantendrá negociaciones tripartitas al respecto". También agregó que la UE estaba dispuesta a brindar ayuda financiera a Ucrania para la implementación del Acuerdo de Asociación. Durante las conversaciones del 10 de diciembre, el presidente Yanukóvych expresó el deseo de renegociar los términos para la firma del Acuerdo de Asociación "Si el acuerdo se firmara tal como está, crearía muchas dificultades en la industria agrícola ". El 10 de diciembre, el líder de Svoboda, Oleh Tyahnybok, afirmó que los líderes de Euromaidan no habían sido invitados a la mesa redonda (se refirió a las conversaciones como "una comedia escenificada"); el mismo día, el expresidente Kravchuk expresó su esperanza de que los líderes de Euromaidán asistiesen a las reuniones del 11 de diciembre.

Continuaron las conversaciones entre el presidente Yanukóvych y Catherine Ashton de la UE y la subsecretaria de Estado de EE. UU., Victoria Nuland. Después de su reunión, Ashton declaró que el presidente Yanukóvych le había prometido que tomaría medidas para resolver la crisis en Ucrania en 24 horas. Mientras tanto, Denýs Shevchuk de Euromaidán abandonó la mesa redonda con los expresidentes Kravchuk, Kuchma y Yúshchenko, afirmando: "Esto es solo una ficción".

En su reacción del 16 de enero, las críticas de Catherine Ashton a las leyes antiprotesta ucranianas, fueron, entre otras, las siguientes: «Los cambios que parecen restringir gravemente las actividades de las organizaciones de la sociedad civil en Ucrania y simplificar los procedimientos de revocación de los mandatos de los miembros del Parlamento son igualmente preocupantes». Y añadió: «Pido al Presidente de Ucrania que garantice que estas decisiones se revisen y se ajusten a los compromisos internacionales de Ucrania». Por su parte, el Comisario de la UE para la Ampliación y la Política Europea de Vecindad, Štefan Füle, declaró que estaba «profundamente decepcionado de ver este giro en el camino europeo de Ucrania» y que creía que las leyes tenían como objetivo limitar la asociación con la sociedad civil.

Primera fase de la guerra ruso-ucraniana
El 17 de abril de 2014, se llevó a cabo una reunión en Ginebra, Suiza, entre los jefes de la diplomacia de la Unión Europea, Estados Unidos y Rusia (Catherine Ashton, John Kerry y Serguéi Lavrov, respectivamente) para consultar al ministro de Asuntos Exteriores ucraniano en funciones, Andréi Deshitsa, sobre la crisis en su país. Allí aprobaron un documento con varias medidas para arreglar la situación en Ucrania que supuso la amnistía a los manifestantes quienes no hayan cometido crímenes graves y estipulaba el desarme de todos los grupos armados (propiciados por el gobierno ruso) y la devolución de los edificios ocupados ilegalmente a sus legítimos propietarios. Las partes también acordaron que la Constitución de Ucrania debía ser revisada en un proceso «inclusivo, transparente y responsable» que consagrara la organización federal del país y el respeto a las minorías. Las milicias prorrusas se negaron a cumplir el acuerdo. Denis Pushilin, el jefe de la autoproclamada República de Donetsk, afirmó que ellos no habían participado en las conversaciones de Ginebra y señaló que Lavrov firmó el acuerdo en nombre de Rusia y no representaba a los habitantes de Donetsk. Declaró que el gobierno de Kiev era ilegítimo y que no abandonarían su posición hasta que la Rada Suprema se disolviera.

### El diseño del Servicio Exterior
En cumplimiento de las previsiones del Tratado de Lisboa, una de las primeras tareas encomendadas en 2009 a la recién nombrada Alta Representante fue la creación del que está llamado a ser uno de los mayores servicios diplomáticos del mundo, el primero de naturaleza multinacional y comunitaria: el llamado Servicio Europeo de Acción Exterior (SEAE o Servicio Exterior).
Según los Tratados, corresponde a la Alta Representante la presentación de una propuesta sobre el nuevo servicio; dicha propuesta deberá a su vez ser aprobada por el Colegio de Comisarios para, a continuación, someterse al escrutinio del Consejo y del Parlamento Europeo, si bien la aprobación de este último debía ser meramente consultiva. Las gestiones, sin embargo, se complicaron enormemente debido a la exigente posición, en ocasiones tachada de inflexible, de un recién electo Parlamento que tomaba posesión, con la entrada en vigor de Lisboa, de muy amplios y renovados poderes. Así, la Eurocámara hizo valer en diversas ocasiones el enorme peso indirecto que le concede su extendida potestad presupuestaria, amenazando con vetar el reglamento financiero y de personal de que debía dotarse próximamente el nuevo Servicio Exterior.
Sin embargo, el estrecho calendario fijado por el Consejo de Asuntos Generales a su presidenta para alcanzar un acuerdo forzó la presentación anticipada de una propuesta por lady Ashton, el 25 de marzo de 2010, que nació con el solo consenso del Consejo y de la Comisión, lo que provocó una airada reacción del Parlamento, cuyas líneas rojas no habían sido tenidas debidamente en cuenta, como pronto quedaría en evidencia. Así las cosas, el Parlamento aprovechó su aislamiento forzoso de la negociación inicial para, precisamente, reconducir las discusiones posteriores exclusivamente por sus cauces. Encerrada en su propia táctica, Ashton tuvo que hacer una amplia serie de concesiones a los negociadores designados por la Cámara de entre sus miembros (el liberal Guy Verhofstadt, el popular Elmar Brok y el socialista Roberto Gualtieri). Así, entre las más importantes los eurodiputados consiguieron las siguientes condiciones: responsabilidad política del Servicio Exterior y sus responsables ante el Parlamento por su gestión, la audiencia previa de los embajadores designados por la Alta Representante y un reparto interno más equilibrado del poder. Finalmente, el 8 de julio de ese mismo año el Parlamento Europeo aprobó la proposición, que por sus modificaciones hubo de ser de nuevo sometida a la aprobación del Consejo, que le dio su voto favorable ese mismo mes.

## Distinciones honoríficas
- Baronesa (1999).
- Dama gran cruz de la Orden de San Miguel y San Jorge (2015).
- Dama de la Orden de la Jarretera (2023).